# Thiasophila bercionis
Thiasophila bercionis är en skalbaggsart som beskrevs av Max Bernhauer 1926. Thiasophila bercionis ingår i släktet Thiasophila, och familjen kortvingar. Arten är reproducerande i Sverige.